# Церковь Сергия Радонежского (Великий Новгород)
Церковь Се́ргия Ра́донежского — недействующий надвратный православный храм в Великом Новгороде, расположенный в детинце на Владычном дворе, между Часозвоней и корпусом викариев. Ныне используется Новгородским музеем-заповедником.

## История
Надвратная церковь Сергия Радонежского построена, по различным данным, в 1459—1460 годах либо в 1463 году архиепископом Ионой. Церковь перестраивалась в конце XVII века (переделаны верхняя часть, окна и ниши), в середине XVIII века (выполнены покрытие купола в стиле барокко и маленькая деревянная главка), в 1880-х годах (перестроена алтарная часть, надстроен основной объём). Храм был расписан сразу по окончании постройки, новая роспись выполнена в конце XVII — начале XVIII века, ещё одна роспись масляными красками — при перестройке 1880-х годов. Ремонтно-реставрационные работы произведены в 1945—1947 годах под руководством С. Н. Давыдова, в 1970-х годах — под руководством Григория Штендера с раскрытием деталей и расчисткой фрагментов живописи.

## Архитектура
Небольшая церковь относится к надвратным бесстолпным одноглавым одноапсидным церквям. Она является одной из старейших сохранившихся русских надвратных церквей. Здание построено из кирпича размером 25-27 x 14,5 x 5,5 см. Первоначальное покрытие отличалось от современного, было восьмискатным, крутым. Имелись 3-4 узких окна на южном фасаде. При реставрациях раскрыты древние детали: порталы, окна, ниши. Восстановлено окно XV века и окно XVII века на южном фасаде.